# ألبرتو باينغتون
ألبرتو باينغتون هو منافس ألعاب قوى برازيلي، ولد في 18 مايو 1902 في ساو باولو في البرازيل، وتوفي في 17 ديسمبر 1964.

## وصلات خارجية
- ألبرتو باينغتون على موقع أوليمبيديا (الإنجليزية)